# Мукаржовский, Йозеф
Йозеф Мукаржовский (чеш. Josef Mukařovský; 6 августа 1851, Майнц — 1 октября 1921, Клатовы) — чешский художник и иллюстратор.

## Биография
Йозеф Мукаржовский родился в Майнце (Германия), в семье офицера-чеха. В этом городе он провёл восемь лет своей жизни, после чего посещал школу в Праге. В Вене окончил Академию живописи. С 1870 года написал множество иллюстраций, а также портретов, жанровых картин и т. д. Работал в журнале Svetozor в течение четырнадцати лет, где опубликовано более 400 его работ. В 1880 г. отправился в Мюнхен. Там Йозеф завел семью, женившись на чешке Алойзии Комарковой (Aloisia Komárková). Он активно участвовал в местной культурной жизни, рисовал иллюстрации для журналов Мюнхена, а под прозвищем «Муки» Карел был компаньоном и гостеприимным другом чешским коллегам в баварской столице. Среди его друзей были художники Франтишек Главаты и Отто Петерс. Совместно с Карелом Тумой (Karel Thuma), Мукаржовский проиллюстрировал роман Карла Мая «Сын Большой Медведицы».
Незадолго до Первой мировой войны, когда его дочь пошла в школу, семья вернулась в Чехию, где купила дом в Домажлице. Пока шла война, он не прекращал рисовать иллюстрации для мюнхенских журналов. В конце войны Мукаржовский сосредоточился на портретах ходов — старожилов исторической области Ходско (Chodsko). Работал почти до конца своей жизни. Скончался в клатовской больнице.
Люди знали его как счастливого, гармоничного, сбалансированного человека.

## Образцы работ

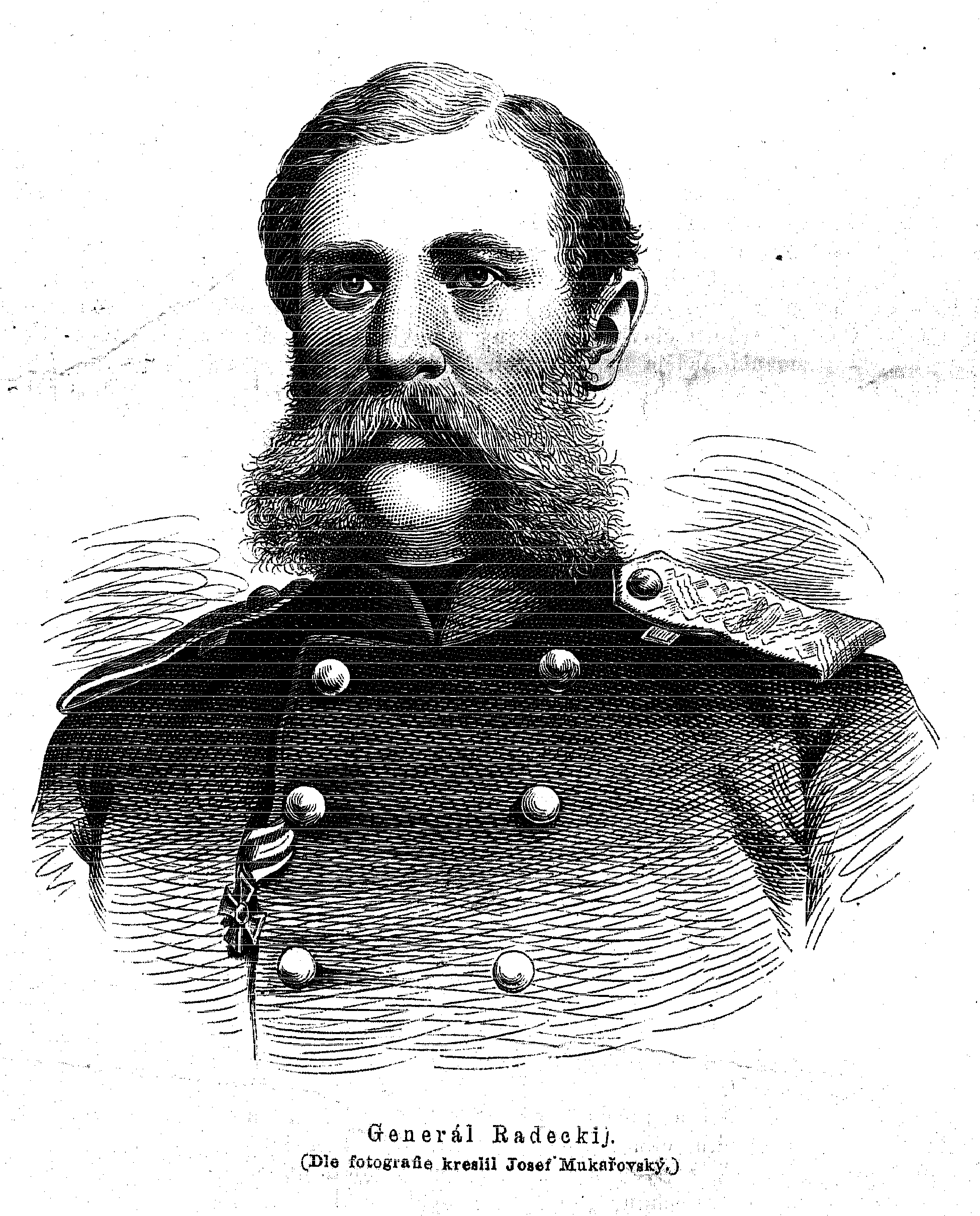
Фёдор Фёдорович Радецкий
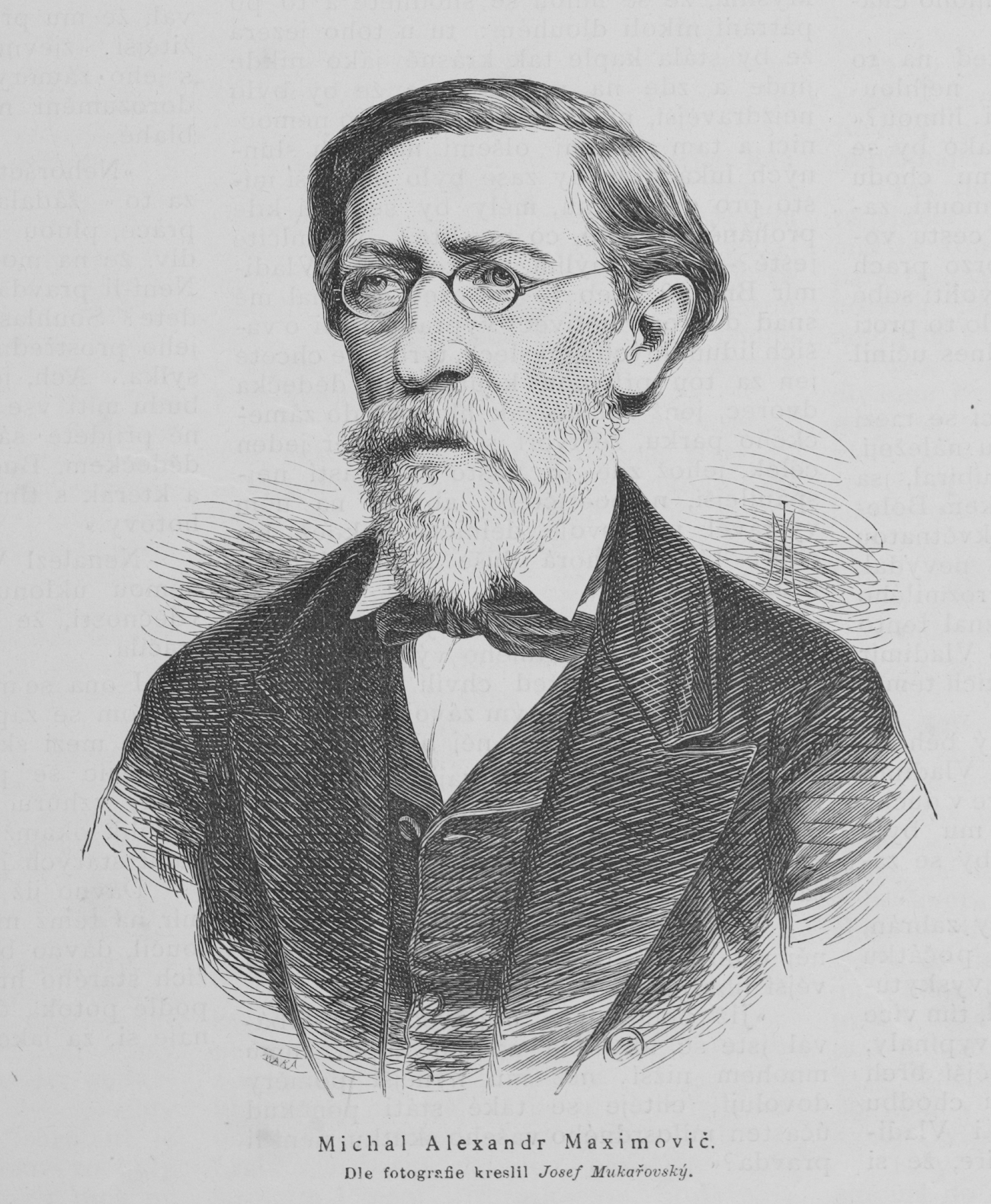
Михаил Александрович Максимович
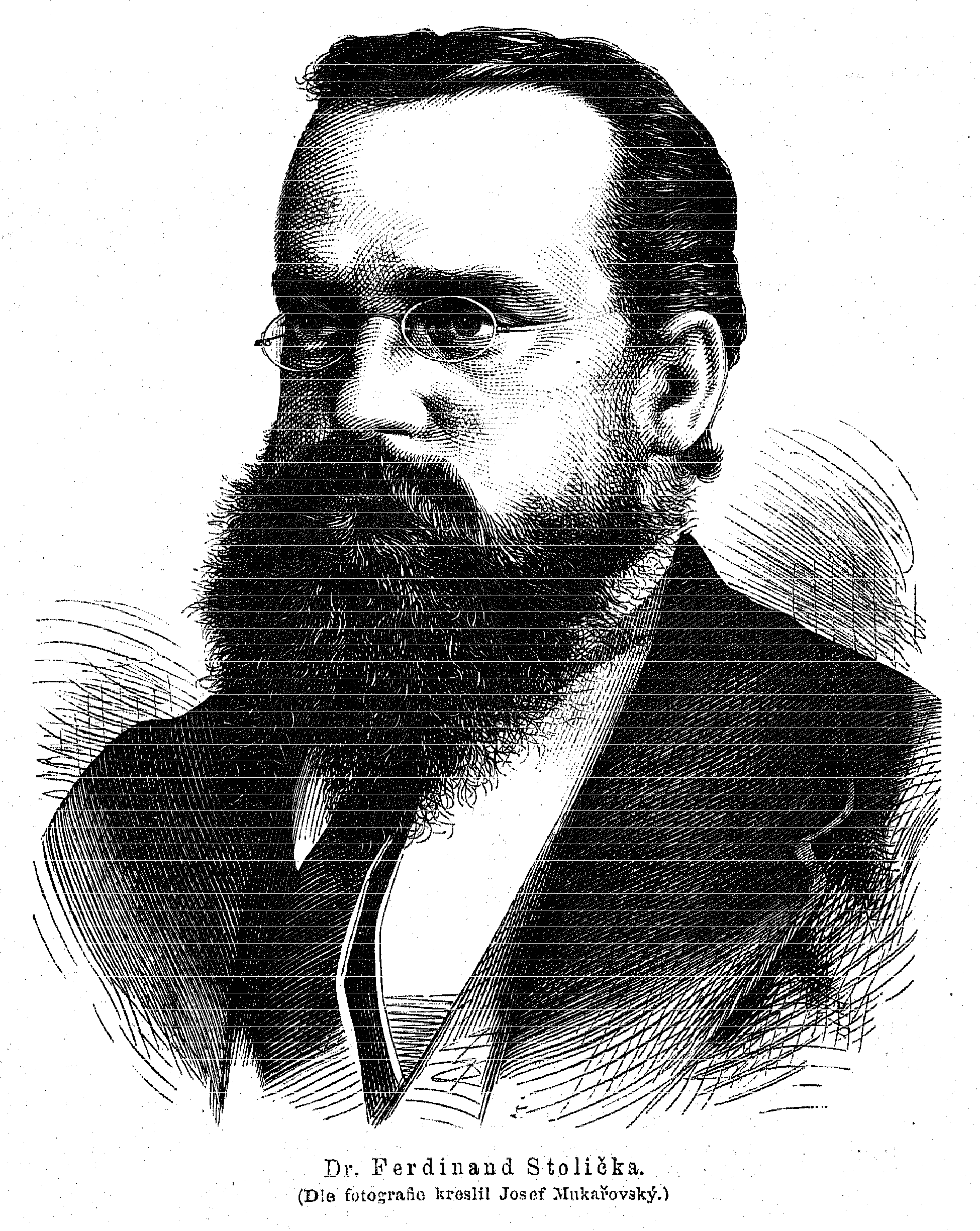
Фердинанд Столичка
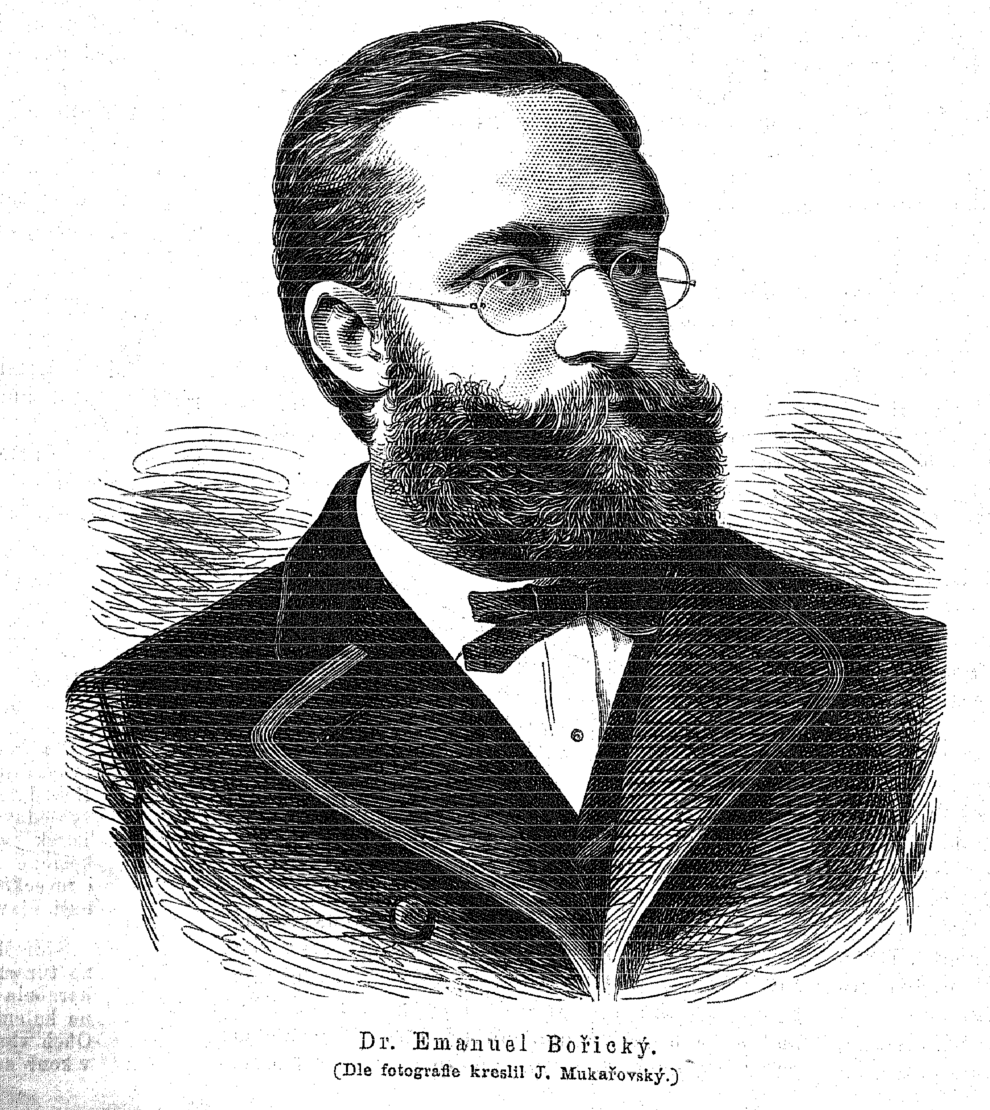
Эммануэль Борицкий
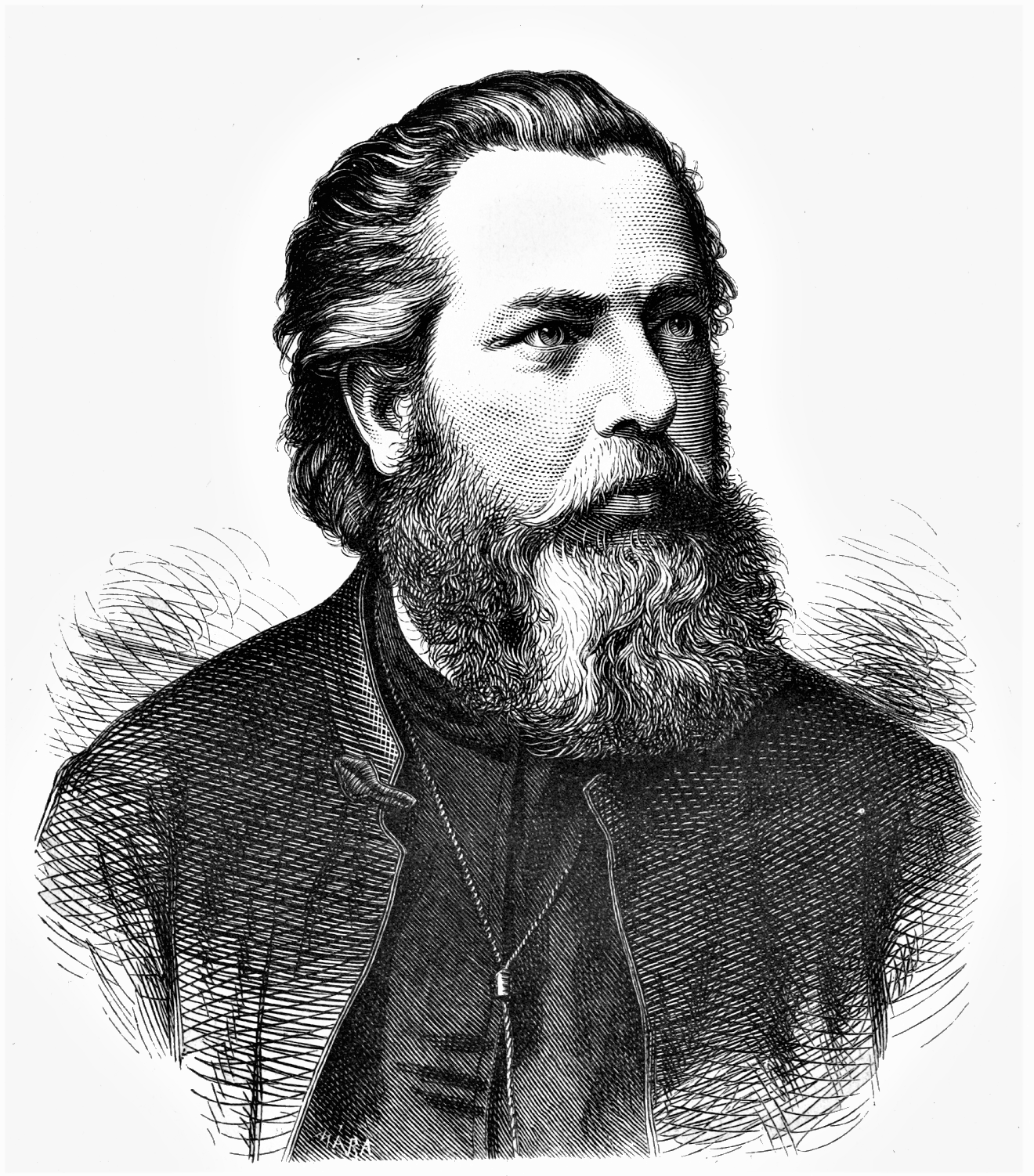
Исидор Иванович Воробкевич
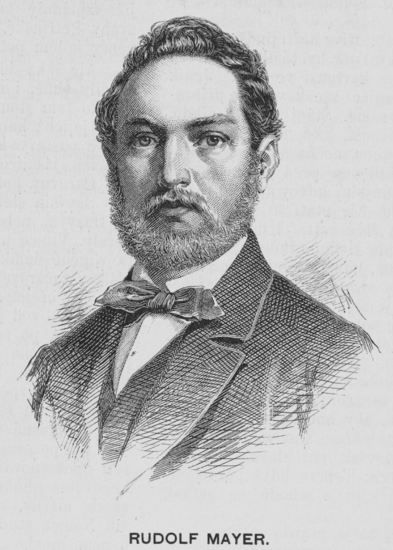
Рудольф Майер
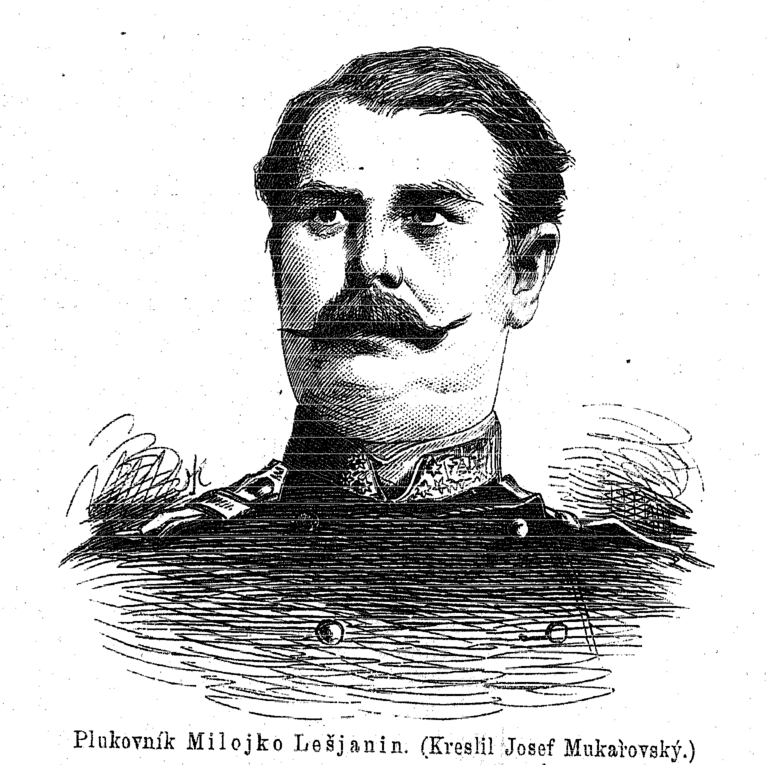
Милойко Лешанин
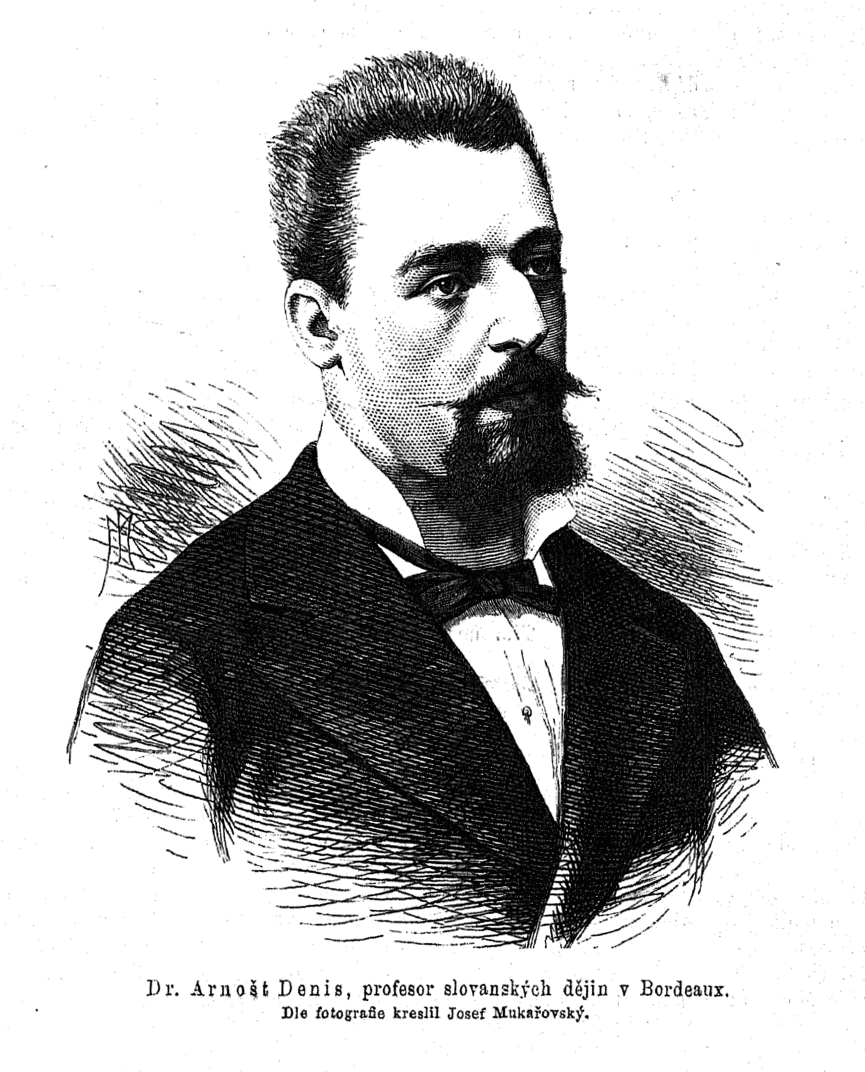
Эрнест Дениз